# Stromatopelma
Wiosłobestia (Stromatopelma) – rodzaj pająków z rodziny ptasznikowatych. Obejmuje 6 opisanych gatunków zamieszkujących Afrykę.